# Gymnosporia
Gymnosporia es un género de plantas con flores pertenecientes a la familia Celastraceae. Comprende 218 especies descritas y de estas, solo 97 aceptadas.
Algunos autores lo consideran un sinónimo de Maytenus Molina

## Taxonomía
El género fue descrito por (Wight & Arn.) Benth. & Hook.f. y publicado en Genera Plantarum 1: 359, 365. 1862. La especie tipo es: Gymnosporia montana (Roth ex Roemer & Schultes) Benth. 

## Algunas especies aceptadas
A continuación se brinda un listado de las especies del género Gymnosporia aceptadas hasta julio de 2011, ordenadas alfabéticamente. Para cada una se indica el nombre binomial seguido del autor, abreviado según las convenciones y usos.
- Gymnosporia addat Loes.
- Gymnosporia alaternifolia (Tul.) Loes.
- Gymnosporia annobonensis Loes. & Mildbr.
- Gymnosporia arbutifolia (Hochst. ex A.Rich.) Loes.
- Gymnosporia arenicola Jordaan
- Gymnosporia bachmannii Loes.